# 革命社會主義
革命社会主义（英語：Revolutionary Socialism）是社会主义内部的一种政治哲学、学说和传统，强调社会革命是实现从资本主义生产方式向社会主义生产方式转变的必要前提。
革命社会主义不是一種独立的意識形態。它泛指一切反对改良主义的社会主义理论。这些理论可能对“革命”的定义各不相同。“革命”不一定被定义是暴力的；而是定义为工人阶级的群众运动。革命社会主义以马克思主义为基础理论（包括卢森堡主义、不可能主义、西方马克思主义等）以及以列宁主义为基础的理论（包括马克思列宁主义、托洛茨基主义、毛主义、霍查主义等），还包括一些不以马克思主义为基础的理论（如无政府主义、革命工团主义以及民主社会主义的一些流派）。 
革命社会主义与改良社會主義對立，特别是社会民主主义的改良主义派别和其他主张和平过渡到社会主义的派别。革命社会主义反对寻求通过政治改革逐步改善资本主义经济和社会问题的运动。 

## 历史

### 起源
在《共产党宣言》中，马克思和恩格斯曾写道：
无产阶级，现今社会的最下层，如果不炸毁构成官方社会的整个上层，就不能抬起头来，挺起胸来。

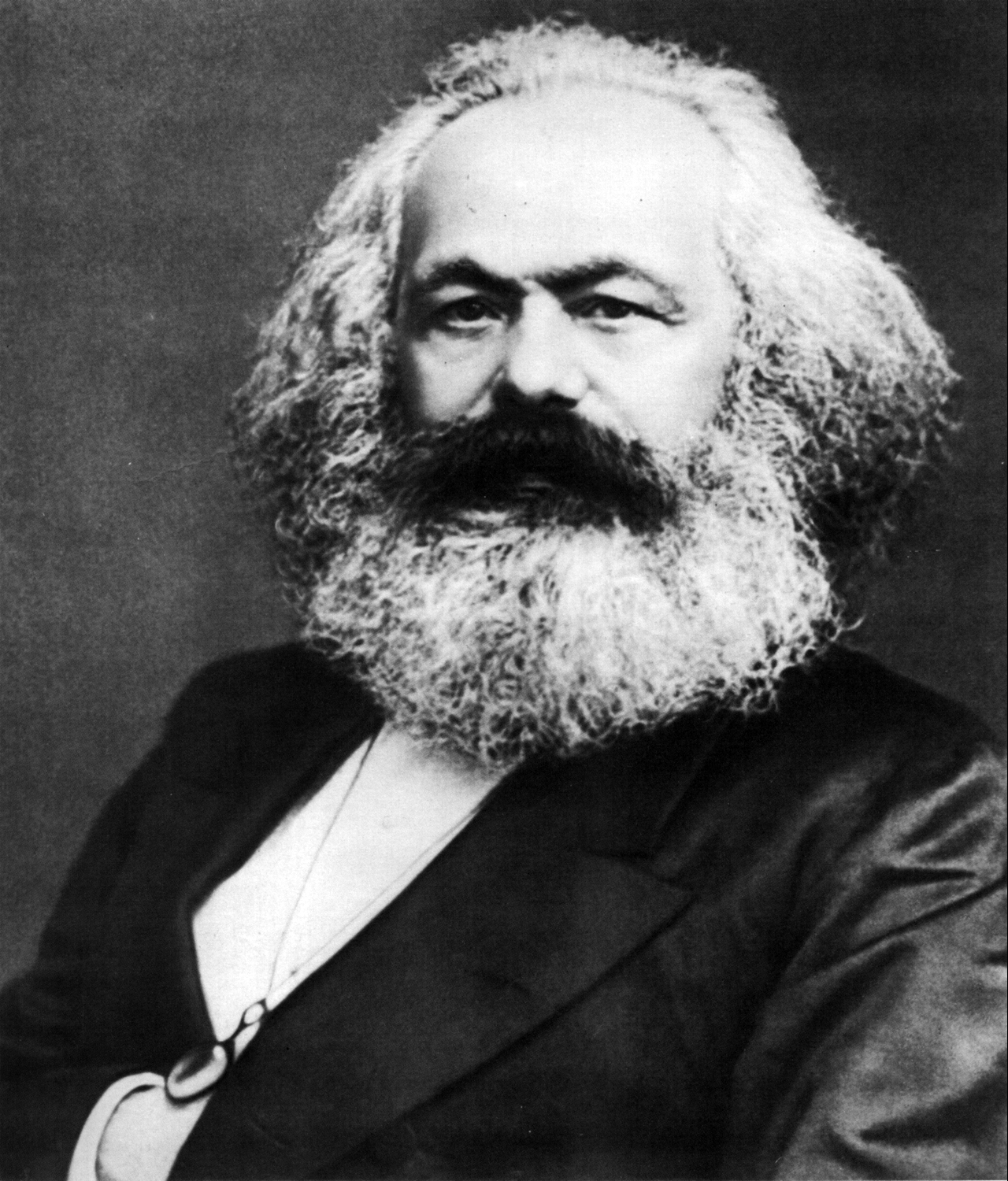
1875年卡尔·马克思的肖像

　　如果不就内容而就形式来说，无产阶级反对资产阶级的斗争首先是一国范围内的斗争。每一个国家的无产阶级当然首先应该打倒本国的资产阶级。

　　在叙述无产阶级发展的最一般的阶段的时候，我们循序探讨了现存社会内部或多或少隐蔽着的国内战争，直到这个战争爆发为公开的革命，无产阶级用暴力推翻资产阶级而建立自己的统治。 [...] 共产党人不屑于隐瞒自己的观点和意图。他们公开宣布：他们的目的只有用暴力推翻全部现存的社会制度才能达到。让统治阶级在共产主义革命面前发抖吧。——马克思和恩格斯，1848，《共产党宣言'》， "一、资产者和无产者"，来自中文马克思主义文库

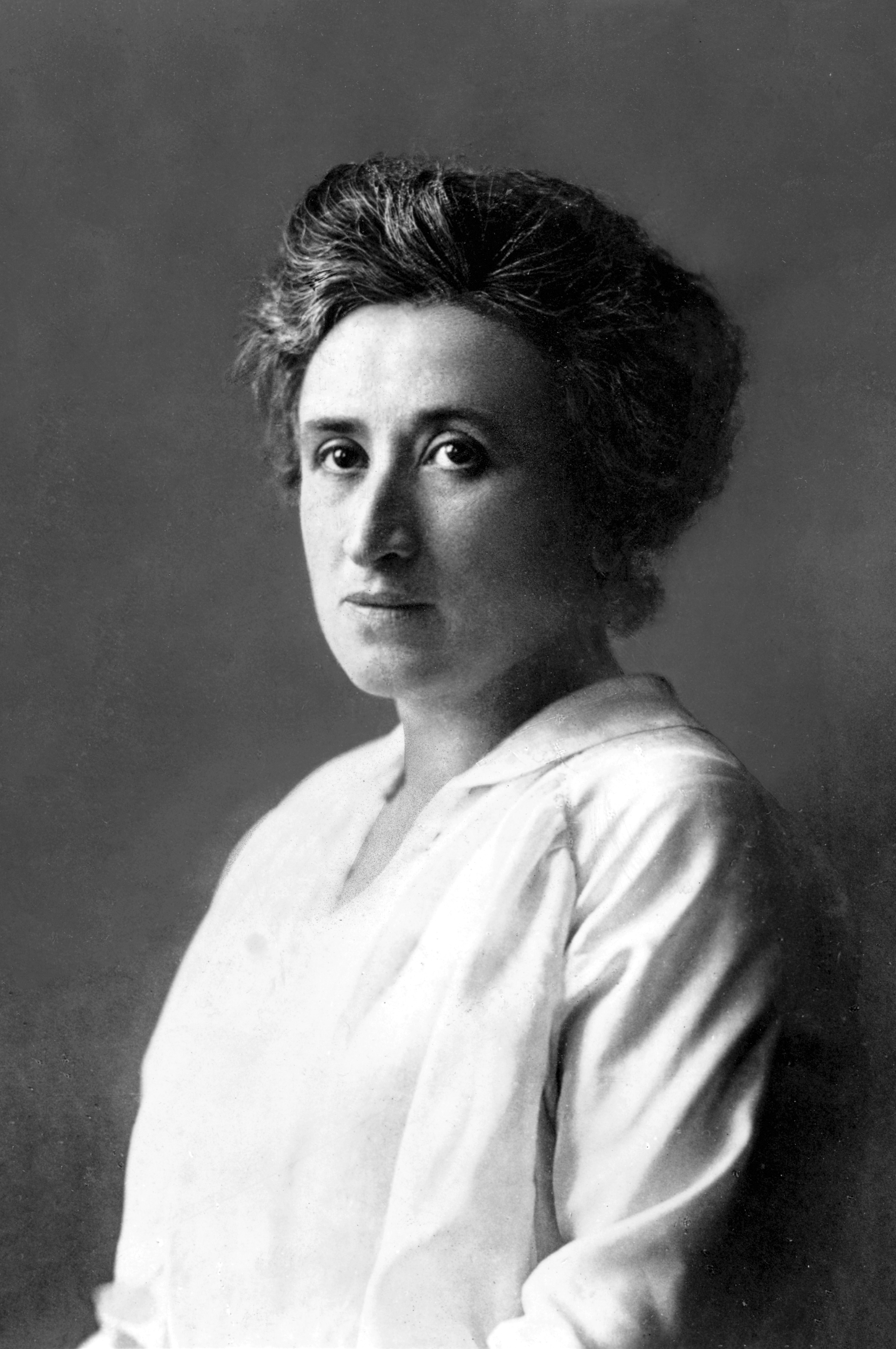
罗莎·卢森堡的肖像

1875年，德国社会民主党发表了有点改革主义色彩的哥达纲领，马克思在《哥达纲领批判》中对此进行了抨击，重申了无产阶级专政的必要性。社会民主党领导人之一伯恩施坦将改良主义观点引入马克思主义思想。从1896年到1898年，伯恩施坦发表了一系列题为《社会主义的问题》的文章，在社民党内引发了一场关于修正主义的辩论，可以被视为马克思主义内部改良主义思潮的起源。

1900年，罗莎·卢森堡撰写了《社会改良还是革命？》，展开了反对伯恩施坦立场的论战。卢森堡认为，改革工作只能“在上次革命所创造的社会形式的框架内”进行。为了将社会从资本主义“社会形式”推进到社会主义，社会革命将是必要的：
伯恩施坦反对夺取政权，把夺取政权咒骂为布朗基主义的暴力论，他的不幸就在于，把千百年来已经成为人类历史的轴承和动力的东西看作布朗基主义的错误。自从阶级社会存在，阶级斗争成为社会历史的基本内容以来，夺取政权恰恰一直是一切上升阶级的目的，又是每一历史时期的起点和终点。这种情况，我们在古罗马农民同货币资本家和贵族的长期斗争中，在中世纪城市贵族同主教的斗争和手工业者同贵族的斗争中，在近代资产阶级同封建主义的斗争中，都可以看到。——罗莎·卢森堡，1898，《社会改良还是革命？》，第二部分 3、夺取政权，来自中文马克思主义文库
1902年，列宁在《怎么办？》中批判伯恩施坦。

### 第一次世界大战和齐美尔瓦尔德会议
1914年8月4日，德国国会社民党成员投票赞成政府的战争预算；法国和比利时的社会党人则公开支持政府并参与执政。1915年9月，列宁和托洛茨基出席的齐美尔瓦尔德会议代表了第二国际政党中革命派和改良派的分道扬镳。会议通过了托洛茨基的建议，避免立即与第二国际分裂。列宁最初反对，但也投票支持托洛茨基的决议以避免反战社会主义者之间的分裂。
1915年12月和1916年3月，18名社会民主党代表（哈泽、雷德布尔小组）投票反对德国的战争贷款，被开除出社会民主党。李卜克内西在1916年写了《德国革命社会主义者》一书，认为尽管他们反对战争贷款，但却不是革命社会主义者团体，并进一步定义了革命社会主义的含义。

### 俄国革命及后果
许多革命社会主义者认为，由列宁领导的俄国革命遵循了由先锋队领导的革命运动的革命社会主义模式。相对之下，十月革命则被描绘成布朗基主义路线的政变或政变。
革命社会主义者，尤其是托洛茨基主义者，认为布尔什维克夺取政权只是工农群众的意志的展现，其愿望由有组织的力量——革命党——实现。托洛茨基主义者等马克思主义者主张，列宁直到他认为由苏维埃代表的大多数群众渴望革命变革，不再支持克伦斯基的改革派政府时，才提倡夺取政权。在《十月的教训》中，托洛茨基写道：
列宁在做了试探以后，取消了立即推翻临时政府的口号，但是只把它取消了几个星期，或者几个月。取消的期间长短，要看群众憎恨妥协派的程度增长快慢而定。——列昂·托洛茨基，1924.9.15，《十月的教训》，第四章，四月代表会议（来自中文马克思主义文库）
对于这些马克思主义者来说，布尔什维克在十月革命时召开的第二次全俄苏维埃代表大会（民主选举产生的机构）中赢得多数（与左翼社会革命党人结盟）这一事实表明，他们已经深受工农兵群众的拥护，代表了俄罗斯社会的绝大多数。
在他1924年首次出版的小册子《十月革命的教训》中，托洛茨基认为，在十月革命之前，军事权力就已经掌握在布尔什维克手中，但布尔什维克在获得群众支持之前，他们没有使用这种武力反对政府。
1917年7月以后，广大士兵服从布尔什维克的领导，10月后只听命于托洛茨基领导的革命军事委员会。 1917年10月25，第二次全俄工兵代表苏维埃代表大会召开，托洛茨基动员革命军事委员会夺取政权。
十月革命后苏联共产党建立了共产国际（又称第三国际）。这个国际被广泛认同为共产主义，但也根据革命的社会主义来定义自己。后来，1938年，托洛茨基主义者建立了第四国际，因为他们认为第三国际转向了斯大林主义。而卢森堡主义是另一个革命的社会主义传统。
欧美和其他地方的，源自共产主义，但对1924年后的苏联持批评态度的托洛茨基主义流派通常使用“革命社会主义”一词来描述自己。 1932年，加拿大第一份托派报纸《先锋报》创刊号发表了题为《革命社会主义与改良主义》的社论。 今天，许多托洛茨基主义团体提倡革命社会主义而不是改良主义，并认为自己是革命社会主义者。例如，正统托派的工人国际委员会曾说，“我们正在为新的工人政党开展运动……为革命社会主义思想建立支持。” 而属于克里夫派的英国社会主义工人党的亚历克斯·卡利尼科斯在《为革命社会主义辩护》中也赞成革命社会主义。